# Communauté d’agglomération du Choletais
Die Communauté d’agglomération du Choletais (CAC) ist ein ehemaliger französischer Gemeindeverband mit der Rechtsform einer Communauté d’agglomération im Département Maine-et-Loire in der Region Pays de la Loire. Sie wurde am 31. Dezember 2000 gegründet und umfasste 14 Gemeinden. Der Verwaltungssitz befand sich im Ort Cholet.

## Historische Entwicklung
Mit Wirkung vom 1. Januar 2016 wechselte die Gemeinde Bégrolles-en-Mauges vom ehemaligen Gemeindeverband Communauté de communes du Centre-Mauges in die CA du Choletais.
Mit Wirkung vom 1. Januar 2017 fusionierte der Gemeindeverband mit 
- Communauté de communes du Bocage und
- Communauté de communes du Vihiersois-Haut-Layon

und bildete so die Nachfolgeorganisation Agglomération du Choletais. Trotz der Namensähnlichkeit handelt es sich um eine Neugründung mit anderer Rechtspersönlichkeit.

## Ehemalige Mitgliedsgemeinden
1. Bégrolles-en-Mauges
2. Chanteloup-les-Bois
3. Cholet
4. Le May-sur-Èvre
5. Mazières-en-Mauges
6. Nuaillé
7. La Romagne
8. Saint-Christophe-du-Bois
9. Saint-Léger-sous-Cholet
10. La Séguinière
11. La Tessoualle
12. Toutlemonde
13. Trémentines
14. Vezins